# عبد الله الدهماني
عبد الله مصبح الدهماني (مواليد 16 نوفمبر 1988) لاعب كرة قدم إماراتي يجيد اللعب في الدفاع.
مثل نادي حتا في الفئات السنية ووصل للفريق الأول عام 2008 و إنتقل إلى نادي العروبة مطلع عام 2018 .